# Dekanat Laa-Gaubitsch
Dekanat Laa-Gaubitsch – jeden z 16 dekanatów rzymskokatolickiej wchodzących w skład wikariatu Unter dem Manhartsberg archidiecezji wiedeńskiej w Austrii. W jego skład wchodzi 19 parafii. 

## Lista parafii
| Lp. | Miejscowość                      | Parafia                                        | Kościół                                                                 | Grafika |
| --- | -------------------------------- | ---------------------------------------------- | ----------------------------------------------------------------------- | ------- |
| 1   | Ameis                            | Parafia św. Mikołaja                           | Kościół św. Mikołaja w Ameis                                            |         |
| 2   | Laa an der Thaya-Fallbach        | Parafia św. Lamberta                           | Kościół św. Lamberta w Laa an der Thaya-Fallbach                        |         |
| 3   | Gaubitsch                        | Parafia w Gaubitsch                            | Kościół w Gaubitsch                                                     |         |
| 4   | Großharras                       | Parafia Trójcy Przenajświętszej                | Kościół Trójcy Przenajświętszej w Großharras                            |         |
| 5   | Laa an der Thaya-Hagenberg       | Parafia św. Idziego                            | Kościół św. Idziego w Laa an der Thaya-Hagenberg                        |         |
| 6   | Hanfthal                         | Parafia św. Floriana                           | Kościół św. Floriana w Hanfthal                                         |         |
| 7   | Laa an der Thaya-Kottingneusiedl | Parafia Opieki Matki Bożej                     | Kościół Opieki Matki Bożej w Laa an der Thaya-Kottingneusiedl           |         |
| 8   | Laa an der Thaya                 | Parafia św. Wita                               | Kościół św. Wita w Laa an der Thaya                                     |         |
| 9   | Laa an der Thaya-Loosdorf        | Parafia Trójcy Przenajświętszej                | Kościół Trójcy Przenajświętszej w Laa an der Thaya-Loosdorf             |         |
| 10  | Neudorf bei Staatz               | Parafia św. Mikołaja                           | Kościół św. Mikołaja w Neudorf bei Staatz                               |         |
| 11  | Patzmannsdorf                    | Parafia św. Marcina                            | Kościół św. Marcina w Patzmannsdorf                                     |         |
| 12  | Wildendürnbach-Pottenhofen       | Parafia św. Floriana                           | Kościół św. Floriana w Wildendürnbach-Pottenhofen                       |         |
| 13  | Staatz                           | Parafia św. Marcina                            | Kościół św. Marcina w Staatz                                            |         |
| 14  | Stronsdorf                       | Parafia Wniebowzięcia Najświętszej Maryi Panny | Kościół Wniebowzięcia Najświętszej Maryi Panny w Stronsdorf             |         |
| 15  | Gaubitsch-Unterstinkenbrunn      | Parafia Świętych Apostołów Piotra i Pawła      | Kościół Świętych Apostołów Piotra i Pawła w Gaubitsch-Unterstinkenbrunn |         |
| 16  | Wildendürnbach                   | Parafia św. Piotra                             | Kościół św. Piotra w Wildendürnbach                                     |         |
| 17  | Staatz-Kautendorf-Wultendorf     | Parafia św. Kunegundy                          | Kościół św. Kunegundy w Staatz-Kautendorf-Wultendorf                    |         |
| 18  | Wulzeshofen                      | Parafia św. Jana Chrzciciela                   | Kościół św. Jana Chrzciciela w Wulzeshofen                              |         |
| 19  | Zwingendorf                      | Parafia św. Wawrzyńca                          | Kościół św. Wawrzyńca w Zwingendorf                                     |         |